# Traducción cultural
Traducción cultural representa la práctica de la traducción, relacionada con las diferencias culturales. La traducción cultural puede definirse también como una práctica, cuyo objetivo es presentar otras culturas a través de la traducción.  Este tipo de traducción soluciona algunos problemas vinculados a la cultura : como los dialectos, los alimentos tradicionales o la típica arquitectura de los edificios. 
El problema principal que debe resolver la traducción cultural  consiste en el traducir y en el mostrar  las diferencias culturales de este texto y  en respetar la cultura del texto de origen.

## Traducción de culturas
Traducción cultural es un término que debe estudiarse también a través de la antropología cultural, un campo de la antropología que se centra en las cuestiones culturales entre los seres humanos.  Ese tipo de disciplina cuestiona la traducción a través de las diferencias culturales. De hecho,  los estudios de traducción no solo se basan en cuestiones lingüísticas, sino también en los contextos culturales entre los pueblos. 
Un traductor antropológico de las culturas tiene que tratar con los problemas entre la lengua meta y la lengua de origen, es decir que debe respetar al mismo tiempo el punto de vista de la fuente cultural y la referencia cultural de la lengua origen. Wilhelm von Humboldt compartió esta opinión de la traducción en una carta de 23 de julio de 1796, dirigida a August Wilhelm Schlegel: "Toda traducción me parece simplemente un intento por realizar lo imposible. Cada traductor está condenado a estar entre uno de dos escollos: o lo hará demasiado cerca al original, sacrificando la lengua de su nación, o se adherirá a las características peculiares de su nación, sacrificando el texto original. El punto medio entre los dos no es solo difícil, sino absolutamente imposible". De igual modo, según MD. Ziaul Haque, poeta, columnista, estudioso, investigador y miembro del Departamento de la Facultad de Inglés de la Universidad International de Sylhet en Bangladés: "Sin embargo, a pesar del hecho de que la traducción une culturas, en cada una de ellas, habrá una deformación definida entre las culturas." 

## Escepticismo respecto a la traducción de las culturas
Algunos antropólogos formulan objeciones a la consideración de la traducción de las culturas. Según estos investigadores, la cultura exige cierta coherencia que puede encontrarse en la práctica y en el pensamiento de la gente. En este caso, un traductor cultural debe tener un conocimiento más extendido del que, en realidad, proporciona el texto. 
Además, la traducción de las culturas no puede ser tan equivalente como debería ser, porque  algunas de las culturas y de las sociedades siguen siendo dominantes en comparación con otras; por lo tanto, esto significa que el poder pone un límite a la traducción de las culturas.  
De hecho, en la traducción cultural, la lengua meta puede dominar a la cultura de la lengua de origen para generar un texto comprensible para los lectores. El significado de la cultura es muy difícil de entender; por lo tanto,  la traducción de las culturas es ciertamente limitada, sobre todo si existen fronteras entre ellas, que, en consecuencia, deben distinguirse. Este límite de la traducción de las culturas también se explica en la teoría de Edward Sapir, lingüista y antropólogo estadounidense: "Los mundos en que viven las distintas sociedades son mundos diferentes, no es solo el mismo mundo con diferentes etiquetas". "Cada comunidad lingüística tiene su propia percepción del mundo, que difiere de otras comunidades lingüísticas, implica la existencia de mundos diferentes, determinado por el lenguaje".
Algunos de los  lingüistas asumen que la intraducibilidad no solo proviene de los límites lingüísticos, sino también de las barreras culturales en la misma traducción.
Según algunos lingüistas, como C. L. Wren, las diferencias de opinión entre los pueblos  imponen límites relativamente estrechos a la traducibilidad cultural. La teoría universal de la traducción, por lo tanto, es desaprobada por algunos investigadores, como André Martinet, quien está convencido de que la experiencia humana no puede ser bien comunicada porque es única. Catford racionalizó esta teoría en su libro: "Teoría de la traducción lingüística": "La intraducibilidad cultural surge cuando una situación, funcionalmente relevante para el texto en el idioma fuente, está totalmente ausente en la cultura de la lengua meta. Por ejemplo, los nombres de algunas instituciones, de ropa, de alimentos típicos y conceptos abstractos, entre otros." 
Anton Popovič también supone que hay una diferencia entre lingüística e intraducibilidad cultural, idea que defiende en su libro "Un diccionario para el análisis de la traducción literaria": "Una situación en la cual los elementos lingüísticos de la lengua original no se pueden reemplazar adecuadamente en términos estructurales, lineales, funcionales o semánticos como consecuencia de la falta de denotación y connotación".
El predominio de algunas culturas sobre otras es evidente a lo largo de la  historia del mundo, por ejemplo durante el tiempo cuando el colonialismo representaba una ideología principal entre diferentes países. De hecho, algunas culturas se representaban como puras y esenciales para el funcionamiento correcto de todo el mundo. Debe decirse que la traducción de culturas puede reflejar una desigualdad entre las culturas y los pueblos. Además, la traducción de culturas proporciona otras cuestiones, como los conflictos entre las culturas y los cambios históricos.

## Un concepto doble
La traducción puede obviamente vincularse a los intercambios, la migración y la movilidad, términos que son la esencia de la globalización. Por lo tanto, esta disciplina presenta dos conceptos básicos: la  transnacionalidad (a través de las fronteras) y  la traducción (intercambio de las traducciones). Este doble concepto elimina la separación entre la lengua fuente y meta y permite negociar las diferencias culturales. 
Estas "negociaciones de diferencia"  globales son especialmente importantes en entornos poscoloniales y pueden leerse como "negociaciones performativas de las diferencias culturales en un proceso de descontextualización y recontextualización".

## Cultura y civilización
Evidentemente, la traducción cultural implica, la noción de cultura, que debe definirse con el fin de entender bien el término traducción cultural. Cultura ofrece dos significados diferentes: el primero de ellos la define como una sociedad civilizada en un país desarrollado, mientras que el segundo la considera como un conjunto de comportamientos y modos de vida que comparte una nación. Como se explicó anteriormente, la cultura consigue un papel y significado importante en la traducción. Según Katan, la cultura es un modelo compartido del mundo, un modelo jerárquico de las creencias, valores y estrategias que pueden guiar la acción y la interacción de las personas. La cultura puede adquirirse a través de diversas formas, como la educación.
El término civilización se define como una sociedad humana desarrollada cuya gente logró crear su propia cultura. Así, un traductor puede traducir un texto mediante la resolución de la cuestión del desarrollo de una cultura. En este caso, Newmark está convencido de que la traducción tiene un valor cultural añadido, es decir, la traducción mejora el desarrollo de la cultura en el mundo entero. Al igual que la civilización conduce a la creación de formas evidentes de comunicación, tales como el alfabeto, el diccionarios y un enorme desarrollo de las lenguas y literaturas, este proceso plantea nuevas preguntas en la traducción cultural.
La cultura tiene una gran influencia en la sociedad y en la política de un país, en términos de la ideología. Según algunos investigadores de traducción como Even-Zohar, Bassnett y Trivedi, la cultura también está vinculada a la voluntad de poder y a la manera en que la gente pretende este poder. En este sentido, la traducción se ocupa de hacer comprensibles  para los lectores sistemas de ideologías. En consecuencia, traducción de culturas está vinculada a la ética y explica una nueva forma de pensar. Este tipo de traducción debe mostrar el contexto y la forma personal de pensar a través de los textos traducidos.

## Lectura adicional
- Italiano, Federico / Rössner, Michael (eds.): Translation. Narration, Media and the Staging of Differences, transcripción-Verlag, Bielefeld 2012. ISBN 978-3-8376-2114-3

- Delisle, Jean / Woodsworth, Judith (eds.) Translators through History, Ámsterdam, John Benjamin, 2012 [rev. y la versión ampliada].

- Bassnett, Susan Translation studies, Tailor y Francis, 2002.

- Lefevere, André Translation, History and Culture, Londres, Routledge, 2002

- Katan, David Translating Cultures: An Introduction for Translators, Interpreters and Mediators, Manchester, St. Jerome Publishing, 1999, 271 p.

- Trivedi, Harish Colonial Transactions: English Literature and India, Manchester, Manchester U.P., 1993.

- Newmark, Peter About translation, Clevedon, Multilingual Matters, 1991.

- Geertz, Clifford The interpretation of cultures, Nueva York, Basic Books, 1973.

- Even-Zohar, Itamar 1979. "Polysystem Theory." Poetics Today 1(1-2, Otoño) pp. 287–310.